# Лестница Якова
«Лестница Якова» — семейная хроника Людмилы Улицкой, отчасти основанная на истории её собственной семьи и письмах её деда Якова Улицкого. Опубликована московским издательством «Астрель» в 2015 году в твёрдой обложке; объём составляет 732 страницы.
Название отсылает к ветхозаветной лестнице Иакова. Метафора лестницы соединяет время жизни главных героев — Якова Осецкого 1890 года рождения и его внучки Норы Осецкой, родившейся в 1943 году (как и сама Улицкая).

## Содержание
«Лестница Якова» начинается с эпизода, когда Нора, проводив в последний путь бабушку Марию, получает единственное наследство — ларь с письмами. Наличие большого количества писем объясняется тем, что с 1913 года бабушка и дедушка Норы редко были вместе.
В книге прослежены судьбы двух близких родственных людей. Якова Осецкого можно назвать человеком книги и интеллектуалом. Его внучка Нора — художник театра, личность своевольная и деятельная. Они виделись в раннем детстве Норы, но только в начале XXI века, когда в руки Норы попала переписка Якова и бабушки Марии, а в архивах КГБ она сумела получить доступ и ознакомиться с личным делом Якова, Норе удалось узнать историю жизни своего деда.
По страницам книги проходят малоизвестные ныне режиссёры, писатели, учёные, актёры, музыканты, чьи судьбы пересекаются с судьбами двух главных героев. Судьбы внучки и деда представлены в тесном переплетении. Характеры, лица, привычки, способность к музыке и любовь к игре в шахматы — присуще обоим родственникам.
Разбитый сталинскими застенками, Яков заканчивает жизнь в северном лагере для инвалидов, где изучает литовский язык и пытается найти предмет для научных изысканий, прежде чем быть переведённым в провинциальный Калинин. История же Норы заканчивается рождением у неё внука, которого назвали Яков.

## Критика
Рецензенты обращали внимание на жанровое своеобразие книги Улицкой, балансирующей на грани между традиционным семейным романом и документальной прозой. В частности, Дмитрий Бавильский увидел в романе отражение «важнейших тенденций отечественной прозы, всё чаще и всё пристальней смотрящей в сторону полудокументальных конструкций». Сама Улицкая прокомментировала жанр книги следующим образом:
Я двигаюсь в сторону нон-фикшн, и мне это нравится. Ощущение, что жизнь собираешь из этих обрывков, пёрышек-писем. Я писала каждую главу, словно отдельный рассказ. Получились рассказы, собранные в роман.
Александр Чанцев назвал «Лестницу Якова» энциклопедией еврейской жизни в XX веке. Константин Кропоткин посетовал на затянутость книги. Елена Кузнецова констатировала, что при воссоздании документальной истории своего семейства Улицкая «так и не вышла за рамки намоленного за десятилетия работы семейного, мелодраматического эпоса», и в этом отношении противопоставила её роман новаторской книге Марии Степановой «Памяти памяти» (2017) «с её свежим мышлением».
Отзывы
- Майя Кучерская («Ведомости»): «Не покидает ощущение, что читаешь документальную прозу. Почти нагую, она вовсе лишена языковой игры и образности: ни метафор, ни сравнений, ни причудливого синтаксиса, ни символизма. Но в таком подходе к слову есть и глубокая честность, и соответствие задаче[12]».
- Алла Латынина («Новый мир»): «Ни к мемуарам, ни к документальной прозе новая книга Улицкой никакого отношения не имеет. Это именно роман, причём роман достаточно традиционный, с тщательной проработкой персонажей, с живым сюжетом, с заинтересованным вживанием и вчувствованием в человеческую судьбу. ❬…❭ На письмах Якова Осецкого лежит главная идейная нагрузка романа, но читать их большими порциями всё же довольно скучно. Что же касается линии Норы — то здесь писатель полностью свободен, и в результате эта линия получилась живее, увлекательнее, ярче. Может, потому, что Улицкая описывает близкую ей интеллигентскую московскую среду[13]».
- Галина Юзефович (Meduza): «Снова бесконечный и плавный женский нарратив о пережитом, о травмах поколений, о том, как прошлое пробирается в будущее, используя живых тёплых людей в качестве своих бездумных и беззащитных носителей. И всё одновременно и хорошо, и правильно, и оторваться трудно, но как-то очень уж понятно, ожидаемо и предсказуемо[14]».

## Признание
- 2016 — «Большая книга», третья премия и приз читательских симпатий.